# Capella de Sant Joan (els Prats de Rei)
|  | Per a altres significats, vegeu «Capella de Sant Joan». |

Sant Joan és una capella a els Prats de Rei (Anoia) catalogada a l'Inventari del Patrimoni Arquitectònic de Catalunya. Situada als ravals, a la zona nord-est de la vila, la capella de Sant Joan fou construïda segurament al segle xviii, al lloc que ocupava l'hospital de pelegrins el segle xvii. Dedicada a Sant Joan, era regida per un beneficiat comunitari. Fou restaurada el 1884. Petita capella de planta rectangular i murs construïts en pedra ben escairada i ben treballada, amb un petit campanar d'espadanya que corona la seva façana. Volta de canó. Sostre dues vessants. Teulada nova.